# Cremastus argutus
Cremastus argutus là một loài tò vò trong họ Ichneumonidae.